# Санта-Мария-Когинас
Санта-Мария-Когинас (итал. Santa Maria Coghinas) — коммуна в Италии, располагается в регионе Сардиния, в провинции Сассари.
Население составляет 1439 человек (2008 г.), плотность населения составляет 65 чел./км². Занимает площадь 22 км². Почтовый индекс — 7030. Телефонный код — 079.
Покровителями коммуны почитаются Пресвятая Богородица (Madonna delle Grazie) и святой Иоанн Креститель, празднование в первое воскресение мая и в третье воскресение сентября.

## Демография
Динамика населения: